# Havelock Ellis
Havelock Ellis, all'anagrafe Henry Havelock Ellis (Croydon, 2 febbraio 1859 – Hintlesham, 8 luglio 1939), è stato un medico, psicologo e scrittore britannico, nonché riformatore sociale e intellettuale progressista che ha studiato la storia della sessualità umana.
Insieme ad Albert Moll e Richard von Krafft-Ebing fu uno dei fondatori della sessuologia. È stato co-autore del primo manuale di medicina inglese sull'omosessualità nel 1897 ed ha anche pubblicato opere su varie pratiche e inclinazioni sessuali, nonché sulla psicologia transgender; è inoltre accreditato per aver introdotto per la prima volta i termini narcisismo e autoerotismo, più tardi adottati anche dalla psicoanalisi. Intrattenne una corrispondenza amichevole con Sigmund Freud. 
Come fecero molti intellettuali della sua epoca ha sostenuto l'eugenetica ed ha servito in qualità di presidente della "Società eugenetica".

## Biografia

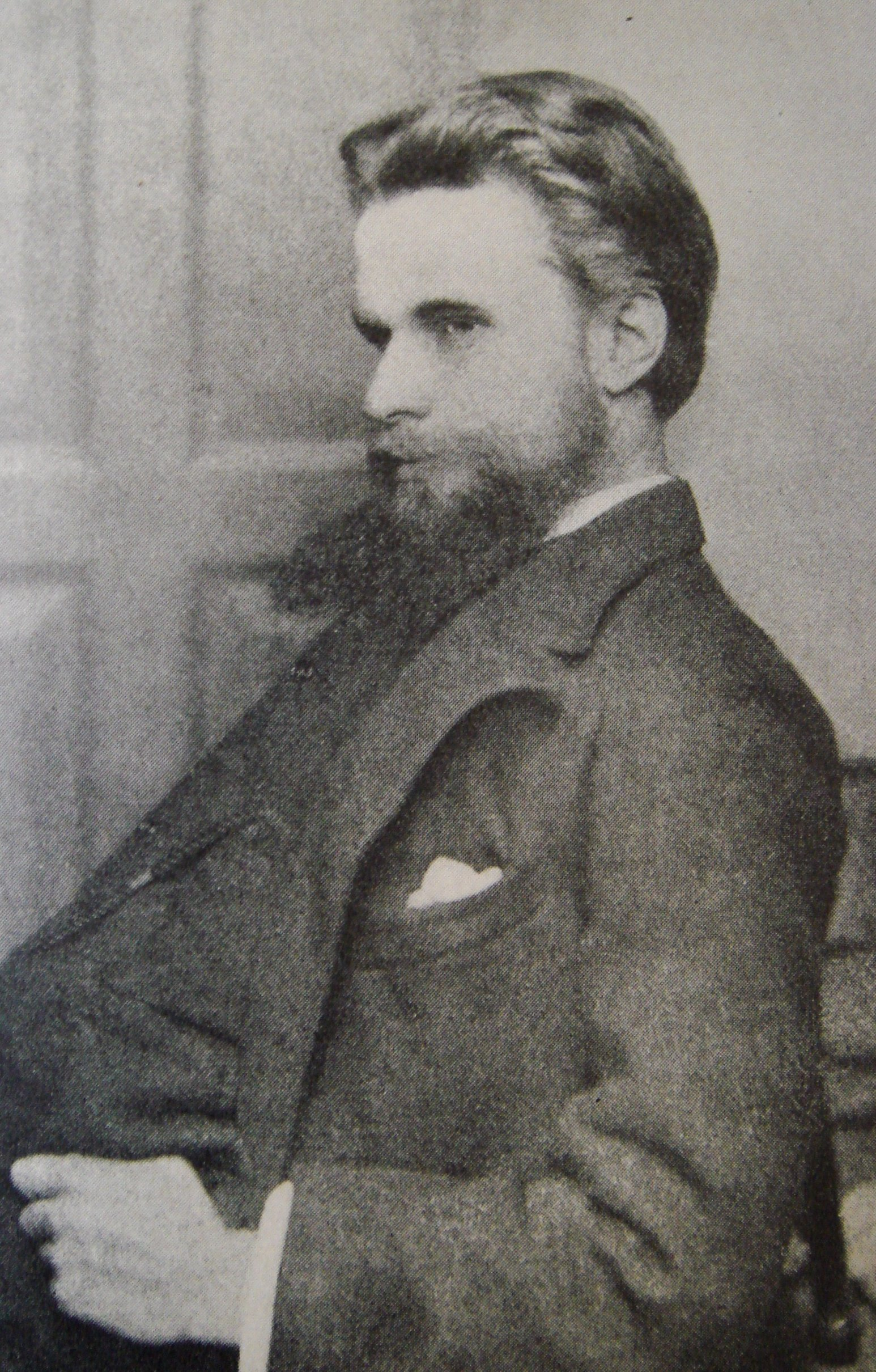
Ellis giovane.

Ellis, figlio di Edward Peppen Ellis e di Susannah Mary Wheatley, nacque a Croydon nel Surrey (oggi facente parte della Greater London). Ebbe quattro sorelle, nessuna delle quali si sposò mai; suo padre era un comandante (nautica) di mare, sua madre figlia di un capitano di mare e molti altri parenti vivevano vicino od avevano rapporti col mare.
Quando ebbe sette anni il padre lo portò con sé per la prima volta in uno dei suoi numerosi viaggi, durante il quale visitarono Sydney, Callao e Anversa. Dopo uno dei suoi ultimi ritorni dai viaggi paterni Ellis frequentò il college franco-tedesco presso Wimbledon (Londra), in seguito frequento anche una scuola a Mitcham. Nell'aprile del 1875 navigò nella nave di suo padre diretto verso l'Australia; poco dopo il suo arrivo ottenne la posizione di insegnante in una scuola privata di Sydney.
Dopo la scoperta della sua poca pratica nel mestiere di educatore venne licenziato, ma poco dopo diventò tutore per una famiglia che viveva a poche miglia da Carcoar (nel Nuovo Galles del Sud). Trascorso un anno ottenne un incarico come maestro in una Grammar school a Grafton (Australia); il direttore era morto e Ellis condusse la scuola per quell'anno, ma con risultati deludenti.
Alla fine dell'anno tornò a Sydney e dopo tre mesi di praticantato gli venne assegnato un incarico in due scuole elementari, una a Sparkes Creek, nei pressi di Scone nel Nuovo Galles del Sud e l'altra a Junction Creek. Visse nella scuola presso Sparkes Creek per un anno. Ebbe a scrivere nella propria autobiografia:

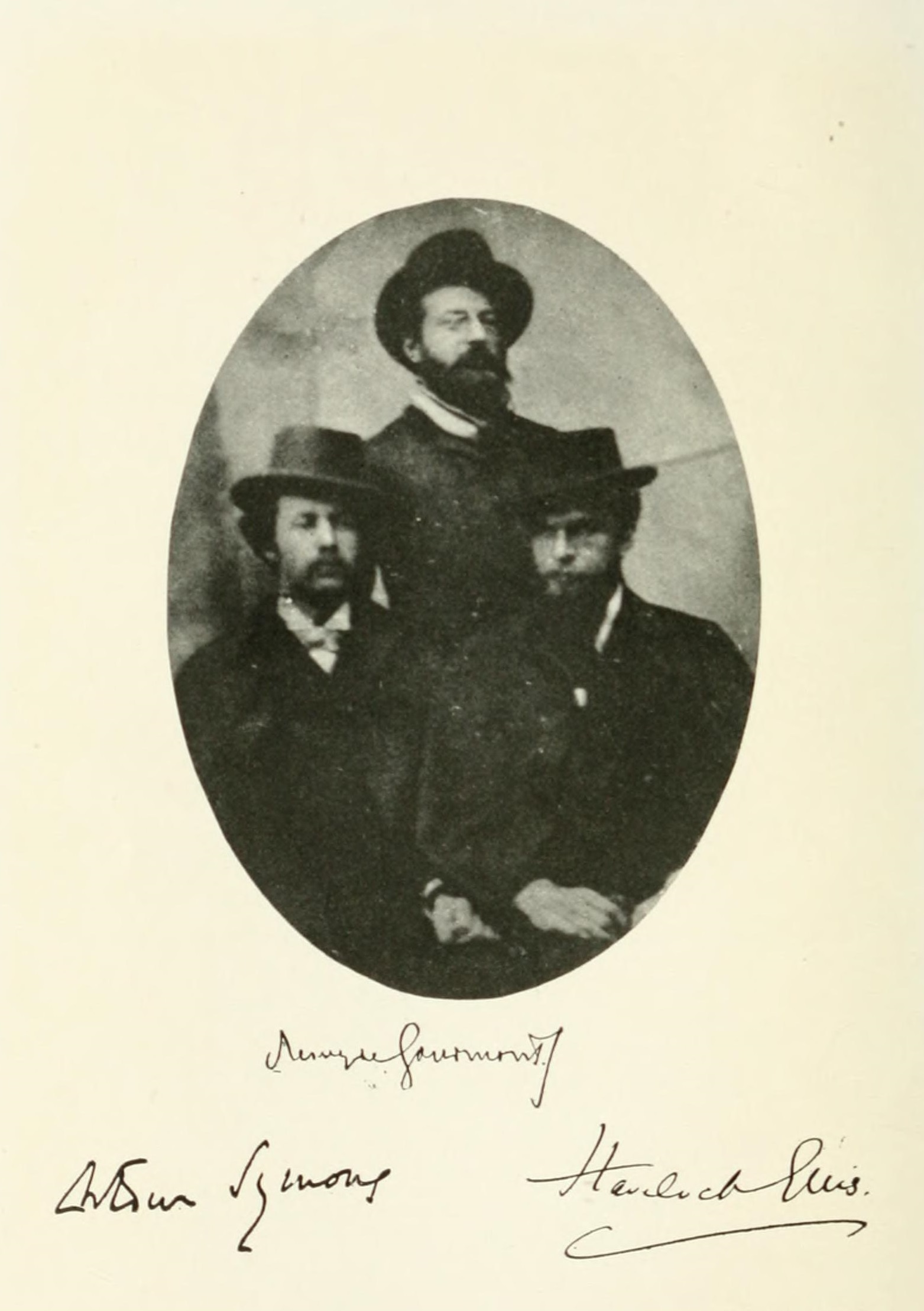
Remy de Gourmont, Arthur Symons e Ellis.

### Medicina e psicologia
Ellis tornò in Inghilterra nell'aprile del 1879. Si era deciso di intraprendere lo studio della sessualità e sentì il bisogno, come primo passo in questa direzione, di qualificarsi come medico. Studiò presso la "St Thomas's Hospital Medical School" (ora parte integrante del King's College London), ma non esercitò mai la pratica medica in maniera regolare. La sua formazione fu aiutata da una piccola eredità, oltre che dai redditi guadagnati dai suoi lavori editoriali per le Mermaid Series, uno dei più noti drammi del teatro elisabettiano dell'Età di Giacomo I.
Quand'era ancora studente Ellis fu molto interessato a questioni sociali, politiche, letterarie e scientifiche e si improvvisò come giornalista per riviste come To-Day e Westminster Review. Fu uno dei membri fondatori del Fabianesimo, orientato ad una visione socialista del mondo. Entrò nella Fellowship of the New Life nel 1883 ove ebbe modo di incontrare altri riformatori sociali tra i quali Eleanor Marx, Edward Carpenter e George Bernard Shaw. Fece in questo periodo numerose conoscenze ed amicizie con varie persone, come Arthur Symons, Paul Verlaine e Olive Schreiner.
A partire dal 1890 Ellis dedicò sempre più attenzione ai problemi di sessuologia. Le sue pubblicazioni in questo campo lo resero presto famoso. Ebbe corrispondenze con Auguste Forel, Cesare Lombroso, Bronisław Malinowski e Albert Moll. I suoi Studies in the Psychology of Sex che fece pubblicare tra il 1896 e il 1928 in sette volumi, sono considerati la sua opera più importante.
La proibizione legale del suo primo volume in quanto "osceno" rese Ellis improvvisamente noto a livello internazionale. Partecipò attivamente al "Movimento per la riforma sessuale", fu uno dei sostenitori più accesi dell'educazione sessuale da impartire sia a casa sia a scuola e considerò che la modestia e la decenza ("pudore") e la nudità non si escludono a vicenda in quanto molte culture in cui la nudità pubblica non è un tabù, tuttavia, hanno un forte senso di vergogna/decenza. Il movimento rifacentesi al naturismo (FKK) si sviluppò in parte anche grazie a Ellis.
La traduzione in lingua inglese del suo libro intitolato Sexual Inversion, co-autore assieme a John Addington Symonds e originariamente pubblicato in lingua tedesca nel 1896, fu il primo testo medico inglese sull'omosessualità. Esso descrive le relazioni sessuali dei maschi omosessuali, compresa la pederastia. Ellis scrisse il primo studio oggettivo sull'omosessualità, in quanto non la caratterizza come una malattia né come un fatto immorale né tantomeno come un atto criminoso. L'opera conclude affermando che l'amore tra persone dello stesso sesso trascende ogni tabù di età e di genere.
Nel 1897 la rivista The Bookseller venne perseguita per aver pubblicizzato il libro di Ellis. Anche se il termine "omosessuale" fu utilizzato da Ellis egli scrisse nel 1897 che "'il termine omosessuale è una parola barbatamente ibrida, e non mi prendo alcuna responsabilità nel facilitarne la diffusione".
Poco dopo Ellis sviluppò i concetti psicologici di narcisismo e autoerotismo, entrambi sviluppati in seguito anche da Sigmund Freud. La fama di Ellis raggiunse anche la scrittrice britannica lesbica Radclyffe Hall la quale aveva allora 17 anni, nel momento cioè in cui venne pubblicato Sexual Inversion; più tardi si riferì a se stessa come "un'invertita sessuale" e scrisse delle donne "sexual inverts" sia in Miss Ogilvy Finds Herself sia ne Il pozzo della solitudine. Quando Ellis si presentò come testimone a favore nel processo contro il libro di Hall, accusato di oscenità (il 14 maggio 1928), presto venne sostituito col medico australiano Norman Haire per evitare complicazioni e non si accettarono più testimoni.

### Eonismo
Ellis studio anche per la prima volta ciò che oggi si chiama fenomeno transgender. Insieme al medico e attivista tedesco per i diritti degli omosessuali Magnus Hirschfeld, Ellis viene considerata come una delle figure più importanti nella storia della sessuologia per aver stabilito una nuova categoria separata e distinta dall'omosessualità.
Consapevole degli studi effettuati da Hirschfeld sul travestitismo, fu però in disaccordo con la sua terminologia; nel 1913 Ellis propose il termine "sexo-aesthetic inversion" per descrivere il fenomeno. Nel 1920 coniò il termine "eonismo", derivante dal nome di una figura storica, quella del Cavaliere d'Éon. Ellis ebbe a spiegare:
Ellis trovò che l'eonismo fosse "un'anomalia notevolmente comune" e "successiva alla frequenza dell'omosessualità tra le deviazioni sessuali" e la classificò come "tra le forme transitorie o intermedie della sessualità". Associato in questo alla tradizione freudiana Ellis affermò che un "attaccamento troppo stretto alla madre" avrebbe potuto incoraggiare l'eonismo, ma considerò anche che "probabilmente esso invoca un certo equilibrio endocrino difettoso".

Assieme alla moglie.

### Matrimonio
Dopo essersi incontrati per la prima volta nel 1887 nel novembre del 1891, all'età di 32 anni e ancora in una condizione di verginità, Ellis sposò la scrittrice inglese e attivista dei diritti delle donne Edith Lees. Fin dall'inizio il loro matrimonio non fu dei più convenzionali, visto che Edith era apertamente lesbica (ella aveva diversi rapporti con le donne, di cui era a conoscenza il marito). Al termine della luna di miele Ellis ritornò alla sua vita di scapolo a Paddington, ove visse alla "Fellowship House". Questo "matrimonio aperto" fu l'argomento centrale del racconto autobiografico di Ellis intitolato My Life.
Secondo quanto ne racconta lo stesso Ellis i suoi amici erano molto divertiti dal suo considerarsi un esperto in questioni sessuali; alcuni sapevano che aveva sofferto d'impotenza fino all'età di 60 anni, quando scoprì che riusciva ad eccitarsi guardando una donna urinare. Ellis chiamò questo fatto "undinismo" (urofilia). A seguito della morte della moglie Ellis intraprese una relazione sentimentale con una donna francese, Françoise Lafitte.
Fu anche in stretti rapporti per un lungo periodo di tempo con la pioniera statunitense della contraccezione, Margaret Sanger.

### Eugenetica
Ellis fu un sostenitore convinto dell'eugenetica. Operò come vicepresidente dell'"Eugenics Education Society" (oggi "Galton Institute") e scrisse copiosamente su questo argomento, tra l'altro, in The Task of Social Hygiene:
Nei suoi primi scritti rusulta chiaro che Ellis fu d'accordo con la nozione di un sistema di gerarchie razziali e che le culture non occidentali venissero considerate come "razze inferiori". Prima di parlare esplicitamente di argomenti eugenetici egli usò l'argomento della prevalenza dell'omosessualità presente in queste "razze inferiori" per indicare l'universalità del comportamento. Nel suo lavoro Sexual Inversions, dove presentò numerosi casi di omosessualità in Gran Bretagna, fu sempre molto attento a menzionare la razza del soggetto e la salute dell'"azione offerta" dalla persona, che comprendeva le condizioni neuropatiche e la salute dei genitori.
Tuttavia Ellis fu chiaro anche nell'affermare che non riteneva che l'omosessualità fosse una questione che l'eugenetica dovesse affrontare in modo attivo, poiché credette che una volta che la pratica fosse stata accettata nella società, quelli con tendenze omosessuali avrebbero comodamente scelto di non sposarsi e quindi avrebbero cessato di tramandare la loro "eredità omosessuale".
Nel suo dibattito inerente alla sociologia Ellis ebbe una fitta corrispondenza con il noto eugenetico Francis Galton, che stava per presentare un documento a sostegno delle restrizioni al matrimonio interrazziale. Mentre Galton provò l'eugenetica nell'allevamento degli animali domestici, Ellis ritenne invece che fosse necessario un maggiore senso di cautela prima di applicare le normative eugenetiche alle popolazioni poiché "non abbiamo ancora capito quanto siano ampie le influenze ereditarie".
In quanto, a differenza degli animali domestici, gli esseri umani erano responsabili di coloro con i quali si accoppiavano, Ellis sostenne che fosse necessaria una maggiore enfasi nell'educazione pubblica nei riguardi di come fosse vitale questa questione. Ellis ebbe così una visione molto più moderata rispetto a molti eugenetici contemporanei. Infatti Ellis fondamentalmente si dissociò con le idee principali di Galton che voleva che le limitazioni della procreazione fossero uguali a quelle delle restrizioni matrimoniali.
Ellis credette invece che coloro che non dovrebbero procreare dovessero però ancora essere in grado di ottenere tutti gli altri vantaggi del matrimonio e di non permettere che fosse invece un onere intollerabile. Questo, nella sua mente, fu ciò che ha portato l'eugenetica ad "essere fraintesa, ridicolizzata e considerata come una moda".
Durante tutta la sua vita Ellis rimase un membro del consiglio della "Società Eugenica"; svolse inoltre un ruolo attivo nel "Comitato Generale" della prima "International Eugenics Conference".

### Impulso sessuale nella prima gioventù

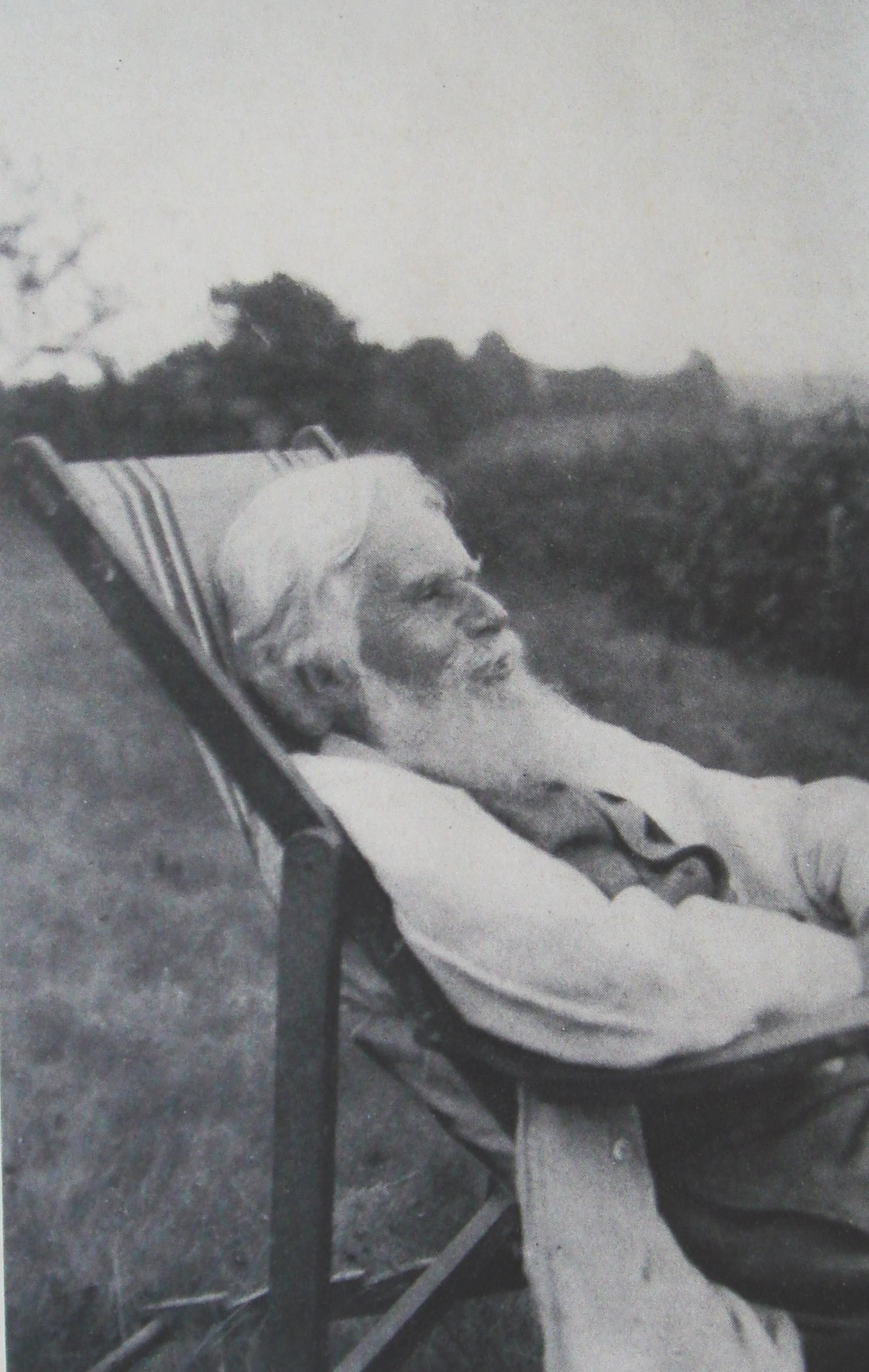
Nel 1926.

Il suo testo del 1933 Psychology of Sex è una delle tante manifestazioni dimostrate nei confronti della sessualità umana. In questo libro entra in vividi dettagli su come i bambini possano sperimentare la sessualità in maniera differente sia in termini di tempo sia di intensità. Egli rammenta che in precedenza aveva creduto che nell'età infantile gli esseri umani non avessero alcun impulso sessuale: "Se è possibile sostenere che l'impulso sessuale non ha esistenza normale nella vita precoce, allora ogni sua manifestazione in quel periodo deve essere per fora di cose considerata come perversa", aggiunge.
Continua affermando che, anche nei primi piani di sviluppo e nei livelli di funzione inferiori dei genitali, esiste una vasta gamma di variazioni in termini di stimolazione sessuale; dice inoltre che la capacità di alcuni neonati nel produrre reazioni genitali, considerate come "segni riflessi d'irritazione", non sono tipicamente ricordati con vividezza. Poiché i dettagli di queste manifestazioni non vengono ricordati, non esiste alcun modo per determinarlo come piacevole.
Tuttavia Ellis afferma che molte persone di entrambi i sessi possono ricordare di avere sensazioni piacevoli con i genitali come un bambino: "Essi non sono (come viene spesso immaginato) repressi". Questi fatti tuttavia non vengono solitamente menzionati agli adulti; Ellis sostiene che tipicamente si distinguono e sono ricordati per il solo contrasto dell'incontro intenso con qualsiasi altra esperienza comune.
Ellis afferma che è noto che l'auto-eccitazione sessuale avvenga in età precoce. Riferisce come autori tra i quali Marc, Fonssagrives e Perez in Francia, che hanno pubblicato i risultati a cui sono giunti nel corso del XIX secolo. Queste prime esperienze non sono strettamente limitate ad epoche prossime alla pubertà, come si può notare dai loro risultati; questi autori forniscono i casi per bambini di entrambi i sessi che iniziarono la masturbazione a partire dall'età di tre o quattro anni. Ellis poi riferisce che i primi sentimenti sessuali dei ragazzi appaiono tra i cinque e i quattordici anni; per le ragazze quest'età può variare da 8 a 19. Per entrambi i sessi queste prime esperienze sessuali si presentano più frequentemente negli anni successivi alla pubertà rispetto agli anni dell'infanzia.
Ellis riferisce poi gli studi di Hamilton che hanno trovato il 20% dei maschi e il 14% delle femmine con un ricordo di esperienze piacevoli con i propri organi sessuali prima dell'età dei sei anni. Tutto questo è completato solo dal riferimento agli studi di Katharine Davis, che hanno scoperto che tra il 21 e il 25% dei ragazzi e il 49-50% delle ragazze si sono masturbati all'età di 11 anni. Tuttavia, durante i tre anni seguenti, le percentuali dei ragazzi superavano quella delle ragazze.
Ellis ha anche contribuito all'idea di vari livelli di eccitazione sessuale. Egli afferma che è un errore assumere che tutti i bambini che ne fanno esperienza siano in grado di provare l'eccitazione genitale o le sensazioni erotiche picevoli. Propone casi in cui un bambino innocente è convinto che la stimolazione dei genitali porterà ad una piacevole erezione. Alcuni di questi bambini possono fallire e non poter sperimentare un tale piacere o un'erezione fino alla pubertà.
Ellis conclude quindi dicendo che i bambini sono capaci di "una vasta gamma di attitudini genitali e sessuali". Ellis considera ancestrale il contributo a diversi livelli di eccitazione sessuale, affermando che i figli di "eredità più sorda" e/o genitori affetti da ipersessualismo sono "più precocemente eccitabili".

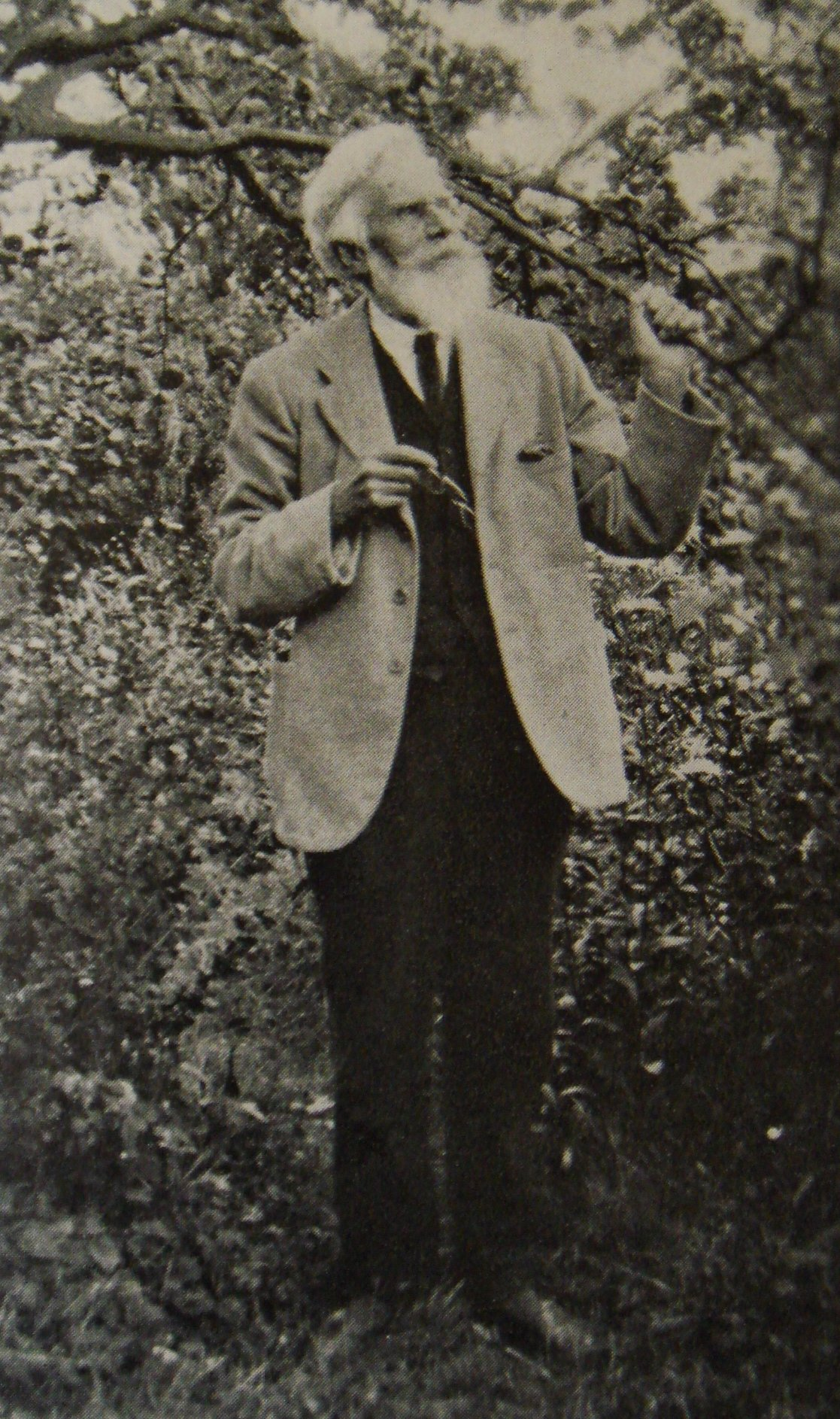
Ellis anziano.

### Autoerotismo
The Evolution of Modesty, The Phenomena of Sexual Periodicity, Auto-Erotism (1900) sono i suoi testi principali sull'argomento.
Le opinioni di Ellis sull'autoerotismo furono assai complete, includendovi molto più della semplice masturbazione. L'autoerotismo, secondo Ellis, include una vasta gamma di fenomeni. Egli afferma nel suo libro Studies in the Psychology of Sex del 1897 che l'autoerotismo spazia da sogni soggettivi intrisi di erotismo, contrassegnati da una passività dimostrata dal soggetto, a "gli sforzi disperati all'automunoterapia sessuale testimoniata tra i pazzi".
Ellis afferma inoltre che gli impulsi auto-erotici possono essere aumentati da processi corporei come il flusso di sangue durante le mestruazioni. Durante questo tempo, dice, le donne, che altrimenti non avrebbero una forte propensione per l'autoerotismo, aumentano le loro percentuali di masturbazione. Questa tendenza è assente però nelle donne senza una consapevole accettazione dei propri sentimenti sessuali e in una piccola percentuale di donne che soffrono di una malattia sessuale o generale che comporta una notevole quantità di "anestesia sessuale".
Ellis solleva anche la preoccupazione sociale di come le tendenze autoerotiche stiano colpendo le donne sposate. Continua però a legare l'autoerotismo alla diminuzione dei tassi di matrimonio. Poiché questi tassi diminuiscono, egli conclude che l'autoerotismo crescerà solo in termini di intensità sia tra gli uomini sia tra donne. Pertanto, afferma, questa è una questione importante sia per il moralista che per il medico per indagare le basi psicologiche di queste esperienze e determinare un atteggiamento obiettivo verso di esse. 

### Olfatto e selezione naturale
Sexual Selection in Man (1905) affronta anche la questione della preponderanza dell'olfatto nella selezione sessuale.
Ellis ha creduto che il senso dell'olfatto, anche se inefficace a lunghi intervalli, contribuisce ancora all'attrazione sessuale e, quindi, sia utilizzato per provocare l'accoppiamento tramite la selezione sessuale. Nel suo libro del 1905, Sexual selection in man, Ellis si pone la domanda su quale ruolo abbia il senso dell'olfatto nel fenomeno della selezione.
Egli afferma che, mentre ci siamo evoluti da un'impellente necessità rivolta al senso dell'olfatto, ci affidiamo ancora al nostro senso di odore nella selezione sessuale. I contributi che gli odori hanno nell'attrazione sessuale possono anche essere aumentati da alcuni particolari climi. Ellis afferma che in climi più caldi si ha una sensibilità aumentata nei confronti delle sensazioni sessuali e di altri sentimenti positivi di odore tra le popolazioni native. A causa di ciò, crede che le persone siano spesso felici per gli odori che si sentono in Oriente, in particolar modo in India e nelle "terre ebraiche e musulmane". Ellis continua a descrivere gli odori distinguendoli per razze, osservando che la razza giapponese ha l'odore corporeo meno intenso rispetto a tutte le altre razze.
Ellis conclude la sua argomentazione affermando: "Nel complesso" si può dire che nella consueta vita dell'uomo immersa negli odori questi svolgono una parte non trascurabile e sollevano problemi che non sono senza interesse, ma che la loro parte dimostrabile nella selezione sessuale effettiva è comparativamente piccolo.

### Opinioni sulla contraccezione femminile

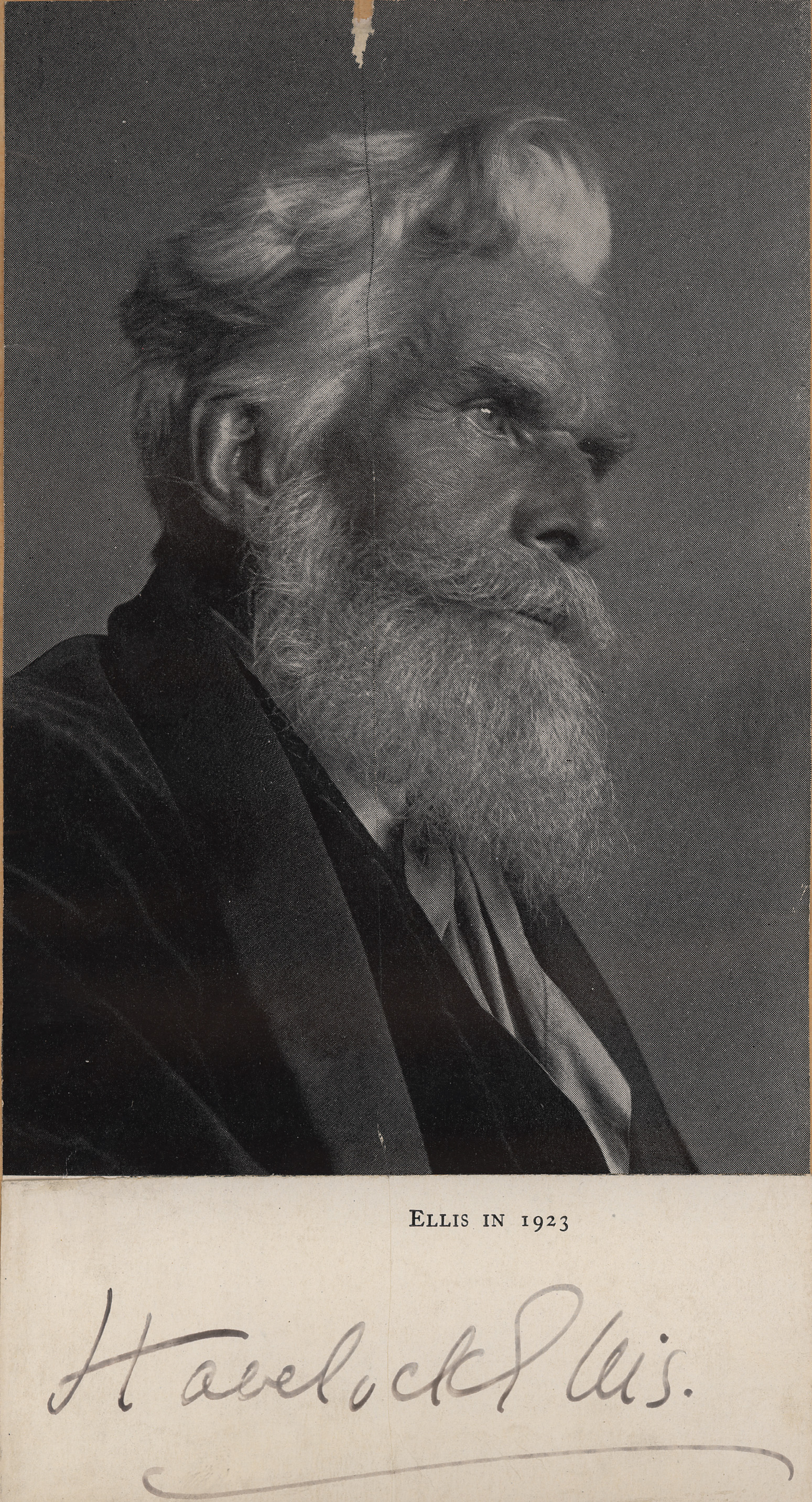
Cartolina-ritratto.

Ellis favorì il femminismo da una prospettiva eugenetica, ritenendo che le scelte sociali, economiche e sessuali rafforzate dal femminismo forse avrebbero portato le donne a scegliere partner più adatti eugenicamente. A suo avviso, le donne intelligenti non avrebbero scelto, né sarebbero state costrette a sposarsi e procreare con uomini più deboli e inadatti.
Ellis considerò il controllo delle nascite come semplicemente la continuazione di una progressione evolutiva, rilevando che il progresso naturale è sempre stato consistente in un crescente impedimento alla riproduzione, che ha portato ad una minore quantità di prole, ma ad una qualità molto più elevata. Da una prospettiva eugenetica, il controllo delle nascite era uno strumento prezioso per l'elevazione della razza.
Tuttavia Ellis osservò anche che il controllo delle nascite non poteva essere utilizzato in maniera casuale in un modo che potrebbe avere un impatto negativo riducendo così la concezione, bensì dovesse essere utilizzato necessariamente in modo mirato per migliorare le qualità di alcuni "gruppi". Purtroppo le "stirpi superiori" che avevano una conoscenza usavano il controllo delle nascite mentre le "stirpi inferiori" si propagavano invece senza alcun controllo.
La soluzione di Ellis a questo fu una focalizzazione sull'educazione ai metodi contraccettivi, in quanto ciò avrebbe diffuso le conoscenze nelle popolazioni che riteneva più necessarie. Ellis sostenne che il controllo delle nascite era l'unico modo disponibile per rendere possibile la selezione eugenetica, poiché l'unica altra opzione era l'astensione su larga scala nei rapporti con quelli che erano maggiormente "inadatti".

### Opinioni sulla sterilizzazione
Ellis era fortemente contrario all'idea della castrazione per scopi eugenetici. Nel 1909 vennero introdotti regolamenti presso l'ospedale psichiatrico del Canton Berna, che consentiva di sterilizzare forzosamente quegli individui ritenuti "inadatti" e con forti inclinazioni sessuali. In un caso particolare, diversi uomini e donne, tra cui epilettici e pedofili, alcuni dei quali volevano volontariamente richiederlo, furono castrati. Mentre i risultati erano positivi, in quanto nessuno dei soggetti venne più dichiarato colpevole di altri reati sessuali, Ellis rimase fermamente contrario alla pratica.
La sua visione sull'origine di queste inclinazioni era che gli impulsi sessuali non risiedono negli organi sessuali, ma piuttosto persistono nel cervello; affermò inoltre che le ghiandole sessuali fornvano un'importante fonte di secrezioni interne vitali per il funzionamento dell'organismo, e quindi la loro rimozione avrebbe potuto danneggiare gravemente il paziente.
Tuttavia, già nel suo tempo, Ellis fu testimone della crescita degli interventi di vasectomia e di chiusura delle tube, che realizzavano ugualmente la sterilizzazione senza dover rimuovere l'organo intero. In questi casi, Ellis era molto più favorevole, pur mantenendo l'idea che "la sterilizzazione dei non idonei, se si tratta di una misura pratica e umana che produce l'approvazione generale, deve essere volontaria da parte della persona a cui la si sottopone e mai obbligatoria".
La sua opposizione a un tale sistema non era solo radicata nella morale; piuttosto, Ellis ebbe a considerare anche la praticità della situazione, ipotizzando che se un uomo già considerato non idoneo fosse stato costretto a sottoporsi alla sterilizzazione, sarebbe solo diventato più disequilibrato e avrebbe finito per commettere più atti anti-sociali.
Anche se Ellis non fu mai favorevole con l'idea della sterilizzazione forzata, era disposto però a trovare modi per aggirare questa restrizione. La sua attenzione fu rivolta sempre ai fini sociali dell'Eugenetica, ai mezzi più adatti per favorirla; Ellis non era in alcun modo contro la "persuasione" dei volontari per far subire la sterilizzazione ritirando in tal modo il dovere dell'assistenza ai poveri.
Mentre preferiva convincere coloro che riteneva inadeguati tramite l'istruzione, Ellis sosteneva anche la coercizione come strumento. Inoltre sostenne l'aggiunta delle idee sull'eugenetica e il controllo delle nascite al sistema educativo per ristrutturare la società e promuovere in tal modo l'igiene sociale. Per Ellis la sterilizzazione sembrava essere l'unico strumento eugenetico che avrebbe potuto essere utilizzato per i malati mentali.
Infatti nella sua pubblicazione The Sterilization of the Infit affermò che anche l'istituzionalizzazione non poteva garantire la completa prevenzione della procreazione tra i non idonei e quindi "gli oneri della società, per non dire nulla della razza, si moltiplicano. Non è possibile vedere la sterilizzazione con entusiasmo quando essa viene applicata a qualsiasi classe di persone... ma quale, mi chiedo, è l'alternativa pratica?"
Ellis si dimise dalla sua posizione di collega della "Società Eugenetica" a causa della loro posizione sulla sterilizzazione nel gennaio 1931.

### Morte
Ellis trascorse l'ultimo anno della sua vita a Hintlesham nel Suffolk, dove morì nel luglio del 1939. È sepolto nel crematorio di Golders Green a nord di Londra.

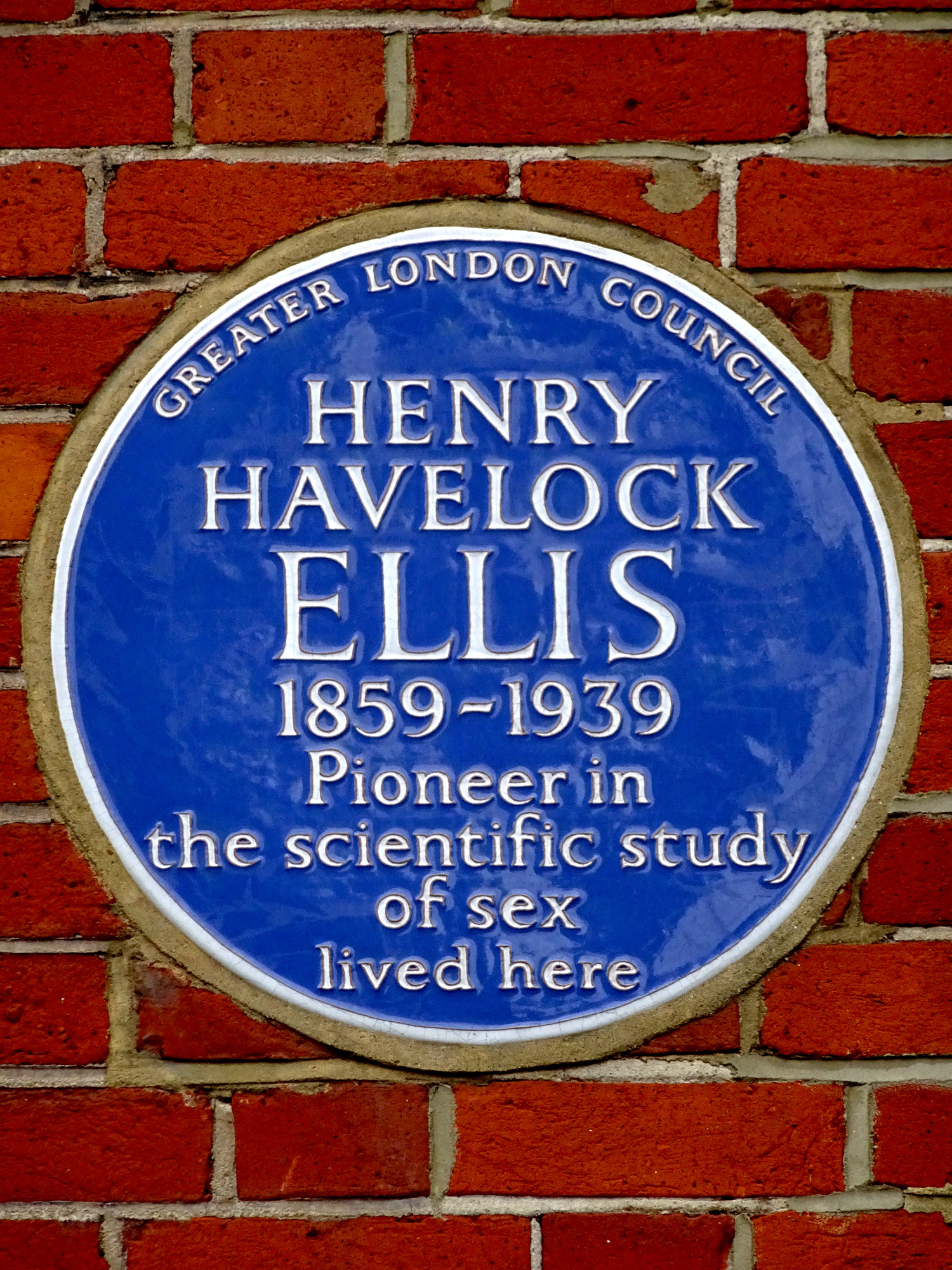
Placca blu eretta nel 1981 dal Consiglio della Grande Londra a 14 Dover Mansions, a Canterbury Crescent, Brixton, a Londra SW9 7QF, in London Borough a Lambeth (borgo di Londra).

## Opere
- The Criminal (1890)
- The New Spirit (1890)
- The Nationalisation of Health (1892)
- Man and Woman: A Study of Secondary and Tertiary Sexual Characteristics (1894, corretto e rivisto nel 1929)
- Traduzione di Germinale (di Émile Zola) (1895, rieditato nel 1933)
- Sexual Inversion[37] (1897) (con John Addington Symonds)
- Affirmations (1898)
- The Evolution of Modesty, The Phenomena of Sexual Periodicity, Auto-Erotism[17] (1900)
- The Nineteenth Century (1900)
- Analysis of the Sexual Impulse, Love and Pain, The Sexual Impulse in Women[38] (1903)
- A Study of British Genius (1904)
- Sexual Selection in Man[21] (1905)
- Erotic Symbolism, The Mechanism of Detumescence, The Psychic State in Pregnancy[39] (1906)
- The Soul of Spain (1908)
- Sex in Relation to Society[40] (1910)
- The Problem of Race-Regeneration (1911)
- The World of Dreams (1911)
- The Task of Social Hygiene (1912)
- Impressions and Comments[41] (1914-1924; 3 vols.)
- Essays in War-Time[42] (1916)
- The Philosophy of Conflict (1919)
- On Life and Sex: Essays of Love and Virtue (1921)
- Kanga Creek: An Australian Idyll[43] (1922)
- Little Essays of Love and Virtue (1922)
- The Dance of Life[44] (1923)
- Sonnets, with Folk Songs from the Spanish (1925)
- Eonism and Other Supplementary Studies (1928)
- The Art of Life (1929; selezionato per Mrs. S. Herbert)
- More Essays of Love and Virtue (1931)
- Editore di: James Hinton: Life in Nature (1931)
- Views and Reviews[45] (1932)
- Psychology of Sex (1933)
- Editore di: Imaginary Conversations and Poems: A Selection, di Walter Savage Landor (1933)
- Chapman (1934)
- My Confessional (1934)
- Questions of Our Day (1934)
- From Rousseau to Proust (1935)
- Selected Essays (1936)
- Poems (1937) (selezionati da John Gawsworth)
- Love and Marriage (1938) (con altri autori)
- My Life (1939)
- Sex Compatibility in Marriage (1939)
- From Marlowe to Shaw (1950) (ed. de J. Gawsworth)
- The Genius of Europe (1950)
- Sex and Marriage (1951) (ed. de J. Gawsworth)
- The Unpublished Letters of Havelock Ellis to Joseph Ishill (1954)

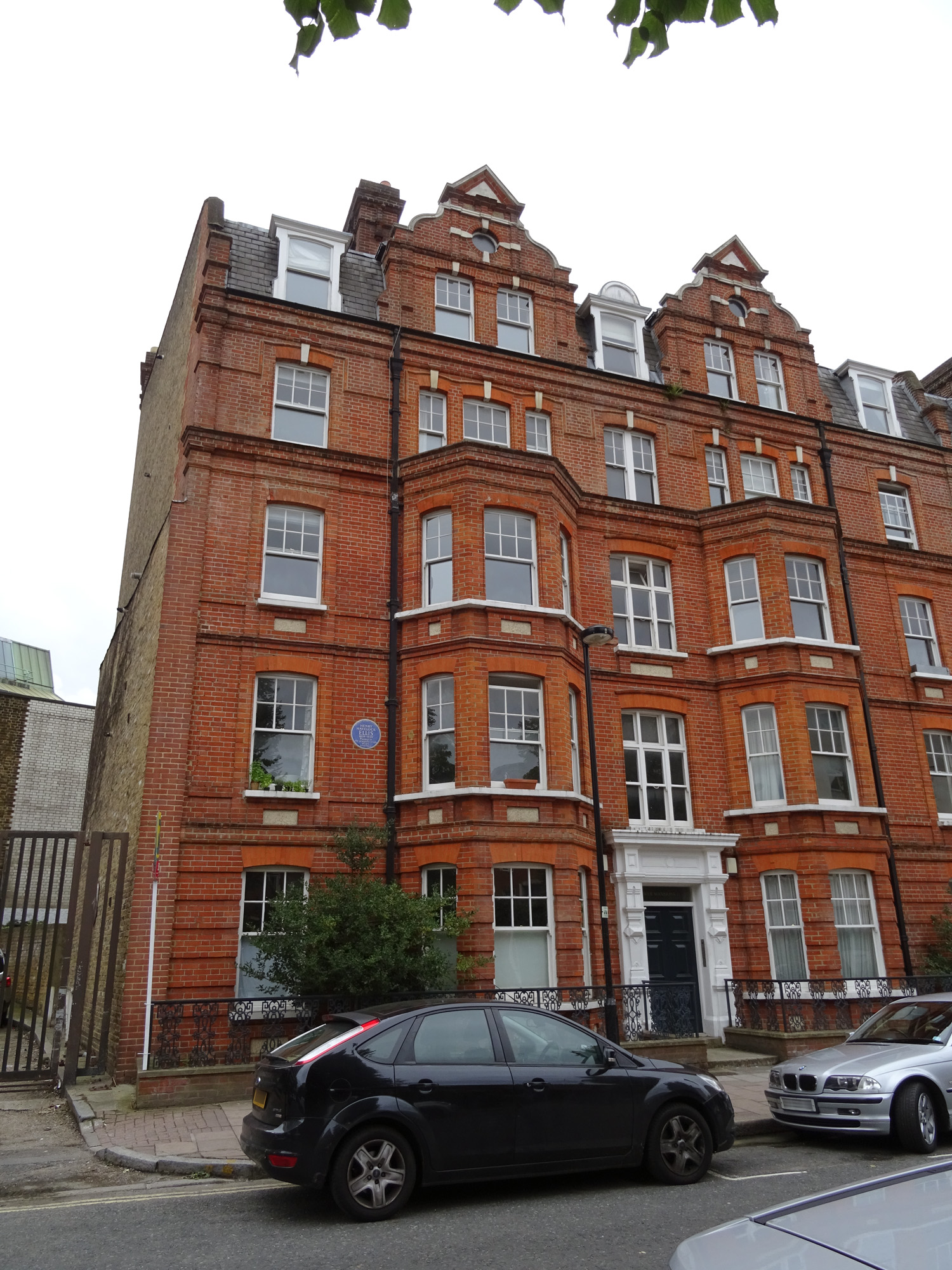
L'abitazione di Ellis.